# Serixia atritarsis
Serixia atritarsis är en skalbaggsart som beskrevs av Maurice Pic 1929. Serixia atritarsis ingår i släktet Serixia och familjen långhorningar. Inga underarter finns listade i Catalogue of Life.